# Nikolina Manojlović Vračar
Nikolina Manojlović Vračar  (Zagreb, 1976.), hrvatska je multidisciplinarna umjetnica, književnica, slikarica, ilustratorica i izvedbena umjetnica. Povremeno radi scenografije za kazališne predstave te vodi manifestacije i nastupa na televiziji u emisijama po vlastitim scenarijima. 

## Biografija
Nikolina Manojlović Vračar je likovna umjetnica, ilustratorica, performerica i autorica knjiga za djecu rođena u Zagrebu. Studirala je i diplomirala na Akademiji likovnih umjetnosti u Zagrebu, smjer slikarstvo na pedagoškom odsjeku, u klasi prof. Ante Rašića. Bavila se land-artom, urbanim intervencijama i performance-ima samostalno i unutar različitih udruga. Sudjelovala je s performanceom na Documenti u Kasselu 1997. Nakon završenog studija sve se više okreće radu s djecom i za djecu.

## Profesionalni rad
Kao slikarica radi i umjetnost u javnom prostoru u obliku murala i mozaika, te nastupa samostalno ili kao dio umjetničkih trupa na festivalima po Hrvatskoj. Ilustrira knjige za djecu i objavljuje autorske slikovnice i knjige za djecu, poput nagrađivane Što sve: ilustrirana enciklopedija glagola. Nerijetko nastupa, popularizira i predstavlja hrvatsku dječju knjigu u zemlji i inozemstvu.
Povremeno radi scenografije za predstave, vodi književne susrete za djecu, te je pisala scenarije za emisije Ninin kutak i Ninin kutak za malene, u sklopu programa za djecu i mlade pri HRT-u od 2006. godine.
Članica je strukovnih udruga HDLU-a, HZSU-a i HDKDM-a.

### Nagrade i priznanja
Nagrađena je kao književnica nagradom Grigor Vitez za 2019. godinu s ilustratoricom Jelenom Brezovec, u kategoriji za najbolju slikovnicu „Ptičica“, za OBLAK U ŽUTOM KAPUTU (izdavač: Evenio).
Za zbirku pjesama Što sve – ilustrirana enciklopedija glagola dobitnica je pohvale nagrade Grigor Vitez, te izabrana je za hrvatsko predstavljanje na svjetskoj smotri ilustratora u Bratislavi 2021.

## Vanjske poveznice
- Ninin kutak, HRT video epizoda: Rozeta
- Ninin kutak za malene, HRT video epizoda: Nezagađen grad